# Clara Ottesen
Clara Johanne Ottesen, född 30 oktober 1911, död 8 maj 1997, var en norsk kvinnorättskämpe, ekonom och ämbetsman, som var ordförande för Norsk Kvinnesaksforening från 1968 till 1972.
Hon tog examen som cand.oecon. vid Universitetet i Oslo 1938 och arbetade i en rad departement, bland annat med återuppbyggnad och sociala frågor. Hon var FN-expert och utvecklingsrådgivare i Bangladesh från 1962 till 1964. Hon efterträdde Eva Kolstad som Norsk Kvinnesaksforenings ordförande 1968, och var även styrelseledamot i Europabevegelsen (Europarörelsen) och styrelseledamot i International Alliance of Women från 1967 till 1973.